# Border Collie
Border Collie este o rasă de câini care face parte din grupul câinilor pastorali, care își are origina în zona de frontieră dintre Scoția și Anglia. Câinii din rasa Border Collie sunt considerați a fi foarte inteligenți și înțelegători și adesea sunt menționați drept cei mai inteligenți dintre toți câinii. Ei sunt folosiți pentru păzitul turmelor, deși în prezent mai sunt folosiți pentru alte activități ca salvările turiștilor pierduți în zonele montane, pentru detectarea urmelor după miros, în probe de dresaj sau drept câini de companie. Câinii Border Collie sunt în general rezervați față de persoanele străine, dar sunt foarte atașați de stăpânii lor și de persoanele pe care le cunosc.

## Istoric

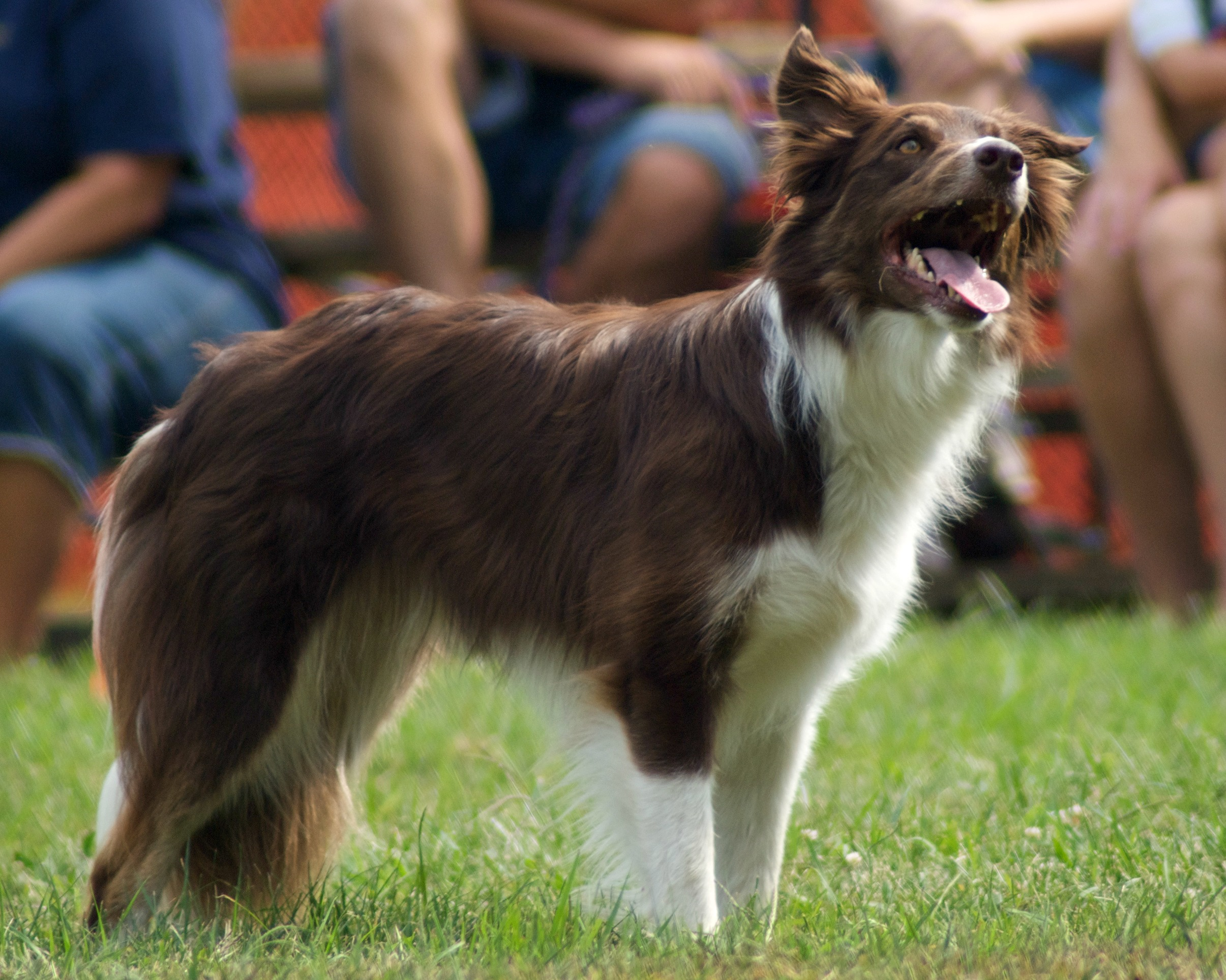
Un Border Collie roșu.

Rasa descinde, ca multe alte rase de pază, din câinii de pază persani („Persian Sheepdog”). Rasa datează aproximativ de la 1700, deși nu a beneficiat de actualul nume pană în 1915. Collie au însoțit sute de ani ciobanii care erau cantonați la granița dintre Scoția și Anglia, fiind crescuți în mod special numai pentru abilitățile lor de a munci. Unii crescători au încercat să se concentreze mai mult pe frumusețea lor, dar calitățile rasei au început să scadă, astfel că s-a revenit repede la creșterea pentru calitățile sale originale. Din anul 1890 câinii Border Collie au pătruns și pe noile teritorii ale Coroanei Britanice de la Antipozi, în Noua Zeelandă și Australia, zone în care creșterea oilor a cunoscut o dezvoltare spectaculoasă. Conform opiniei specialiștilor, cele mai multe exemplare din rasa modernă Border Collie descind din Old Hemp (mascul, 1893-1901, tricolor). Acest exemplar a dovedit calități ieșite din comun, câștigând toate concursurile canine la care a participat. Old Hemp a avut peste 200 de urmași masculi înregistrați. O trăsătură specifică pentru Border Collie este "the eye" privirea intensă, dominatoare, cu care fixează animalele din turmă și le intimidează, reușind să le domine în final. Se pare că primul câine care a impus această trăsătură a fost Old Kep (mascul, n. 1901, urmaș al lui Old Hemp).

## Descriere fizică

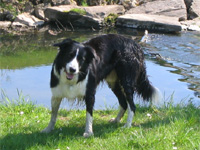
Un Border Collie de culoare albă și neagră.

Border Collie este un câine bine proporționat, agil și bine echilibrat. Blana sa poate fi moale, fie mai aspră, dar cu un strat în plus, extrem de rezistent la temperaturile scăzute sau la apă. Coada este destul de lungă, bine acoperită de păr și este purtată lăsat. Albul se regăsește în toate combinațiile de culori ale blănii, dar nu trebuie să fie dominant. Încrucișările din ultimele decenii au dus la apariția unor combinații de culori mai „excentrice”, cum ar fi nisipiu, galben, albastru-pestriț, roșcat de Australia etc., dar predominant pentru rasă rămâne pattern-ul bi sau tricolor cu albul și negrul preponderente.
Atunci când sunt la lucru, poziția lor caracteristică este „culcat”, cu ochii la tot ceea ce se petrece în jurul lor. Urechile lor sunt de mărime medie, foarte bine așezate și echilibrate față de corp, purtate fie în poziție dreaptă, fie semi-ridicată. Un Border Collie poate atinge 55 cm și 20 kg, masculii fiind mai înalți și mai puternici decât femelele.

## Personalitate
Sunt întotdeauna gata de muncă, atenți, alerți. Se vor atașa foarte mult de stăpânul sau familia din care fac parte, dar în relația cu copiii trebuie supravegheați. Asta pentru că, obișnuiți să țină grupate animalele, vor face la fel și cu copiii, trimițându-i la locul lor imediat ce aceștia vor părăsi poziția pe care stau. Sunt total devotați stăpânului și îl vor urma pe acesta oriunde se va duce. Acești câini sunt hotărâți, entuziaști și curajoși, dar vor deveni apatici dacă mintea nu le va fi mereu ocupată. Rămân reticenți față de străini și nu vor accepta prea ușor contactul fizic cu aceștia.

## Întreținere

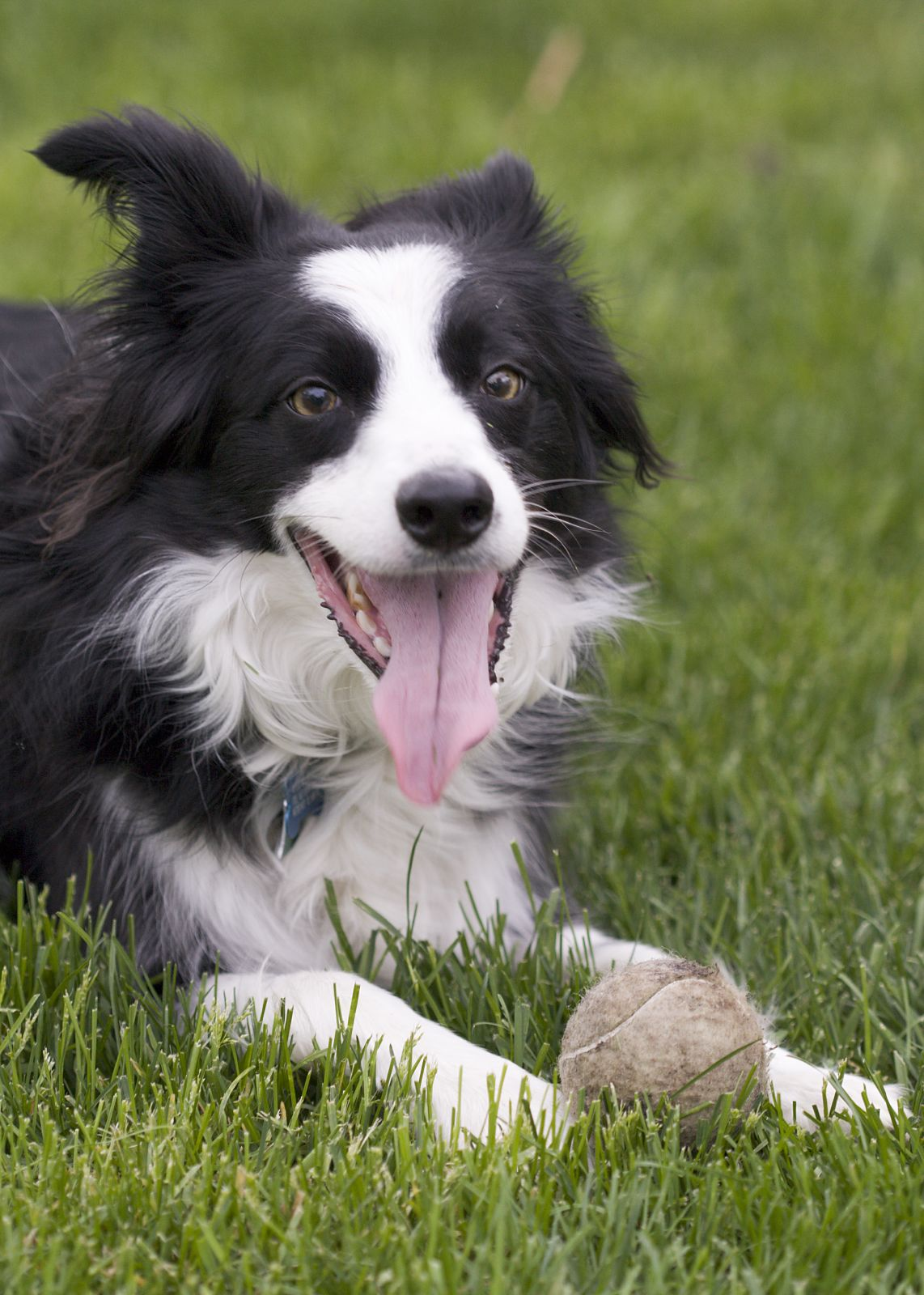
Un Border Collie cu o minge.

### Hrana
La vârsta adultă un Border Collie nu va costa foarte mult din punct de vedere al alimentației. Asta pentru că nu este deosebit de pretențios și pofticios, apetitul și cantitățile de hrană de care are nevoie încadrându-se în limitele normale. Totuși, când sunt mici, trebuie hrăniți serios, mai ales între 4 și 8 luni, dar evitându-se supra-alimentația.

### Condiții de viață
Costul unui Border Collie nu este deloc mare, ba am putea chiar spune că este un câine ieftin, chiar dacă exemplarele de calitate vor costa ceva mai mult. Durata sa de viață este situată între 9-15 ani, cu o medie de 12-14 ani, deși sunt cunoscute cazuri în care exemplare ale acestei rase au atins și vârsta de 18 ani. La naștere, o femelă poate aduce pe lume patru-opt căței.

### Boli
Border Collie este cunoscută ca fiind una dintre cele mai puternice, rezistente și sănătoase rase, chiar și în fața problemelor genetice. Cele genetice care sunt cunoscute, sunt de mică importanță și nu pun probleme mari rasei. Hrănirea adecvată, între 4-8 luni, va duce însă și la reducerea acestora. Printre afecțiunile de care suferă cel mai des un Border Collie se pot enumera surzirea și alergiile.

### Dresaj
Un Border Collie are nevoie de peste două ore de exerciții zilnice. Asta pentru a le ține mușchii bine dezvoltați și mintea mereu ocupată. A nu-i asigura câinelui orele de antrenament de care are nevoie înseamnă a dezvolta în caine o agresivitate și un comportament cu care nu ați fi deloc fericit. Ideal este ca acest câine să fie crescut la țară, unde au toată libertatea de care au nevoie. În ceea ce privește dresajul, este greu să găsești o rasă de câine mai receptivă decât un Border Collie. Mintea lor este ca un burete, absorbind imediat tot ce le este predat, iar inteligența lor nu este egalată de aproape nici un câine. Pentru cei care apreciază aceste calități, câinele este un dar. Sunt născuți pentru a avea grijă de turmele de oi, aceasta fiind natura lor, iar dacă nu acesta este scopul de achiziționare al unui pui, atunci va trebui să le dați tot timpul ceva de făcut, cu care să fie ocupați.

## Utilitate
Este un excelent câine de pază a turmelor de oi, dar și un pretendent la titlu a curselor sportive.

## Caracteristici
- Înălțime: Masculii au înălțimea de 48-56 cm, iar femelele – 46-53 cm
- Greutate: Masculii au greutatea de 14-20 kg, iar femelele – 12-19 kg
- Durata de viață: 12-15 ani